# Herbert Joachimski
Herbert Joachimski (* 27. Februar 1919; † 1983) war ein deutscher Fußballspieler.

## Karriere
Herbert Joachimski begann seine Karriere bei der Breslauer SpVgg 02, die 1941/42 Meister der Gauliga Niederschlesien wurde, und nahm mit diesem Verein 1942 an der Endrunde um die deutsche Meisterschaft teil.
Nach dem Zweiten Weltkrieg spielte er von 1947 bis 1950 in der Zonenliga Süd, 1950/51 in der Oberliga Süd und von 1951 bis 1953 in der II. Liga Süd beim FC Singen 04. Joachimski spielte meistens auf der Position eines Außenläufers. In der Oberligasaison 1950/51 erzielte er bei 31 Einsätzen 2 Tore.

## Verschiedenes
Joachimski war im Hauptberuf promovierter Arzt und wirkte im Vertragsspieler-Kader des FC Singen 04 als Amateur mit.